# Alberto Veintimilla Bonet
Alberto Veintimilla Bonet (Alcublas, Valencia, 30 de abril de 1965). Músico español, clarinetista, profesor y musicólogo. Se inicia en la música en el entorno popular de las bandas de música de la Comunidad Valenciana. En 1982 ingresa en el Cuerpo de Músicas Militares, donde permanece hasta 1989 cursando estudios de perfeccionamiento. Obtiene plaza por oposición de solista en la Orquesta Filarmónica de Gran Canaria y trabaja con diferentes agrupaciones sinfónicas y de música de cámara del país. Profesor y jefe de estudios de la escuela municipal de música de Alcázar de San Juan-Ciudad Real (1989). Titulado Superior de Música en la especialidades de clarinete por el Real Conservatorio Superior de Música de Madrid (1990), obtiene plaza de profesor en la cátedra de clarinete del Conservatorio Superior de Música del Principado de Asturias (CONSMUPA). En 1996 gana las oposiciones de ámbito nacional a la plaza de profesor de clarinete de este mismo centro y ostenta varios cargos de responsabilidad –Jefatura de Departamento, Jefatura de Estudios y Dirección (1997-2014). Contribuye al diseño y la implantación de los planes de estudios ordenados por las leyes LOGSE (1990) y LOE (2006). Doctor por la Universidad de Oviedo (2002) con una investigación sobre el también clarinetista Antonio Romero y Andía. Nombrado por el Ministerio de Educación consejero del Consejo Superior de Enseñanzas Artísticas, se le encomienda la ponencia para el desarrollo del Real Decreto 1614/2009, de 26 de octubre, por el que se establece la ordenación de las enseñanzas artísticas superiores reguladas por la Ley Orgánica 2/2006, de 3 de mayo, de Educación.
Durante los tres periodos ejercidos como director del CONSMUPA (2004-2014), entre otras cosas se desarrolla el 51.er Congreso de la Association Européenne des Conservatoires, Académies de Musique et Musikhochschulen (AEC 2004), amplía los cauces de difusión de las actividades con soportes digitales y la revista Resonancias (2005), implanta dos planes de estudio -LOGSE y LOE-, potencia la internacionalización del centro a través de la obtención de la Carta ERASMUS (2006), somete a la institución en 2008 al primer control del Plan de Evaluación del Programa y de la Institución llevado a cabo en un centro educativo del EEES por la (AEC), implantan las especialidades de Clave y Dirección orquestal, crean los concursos de composición y música de cámara, y obtiene el Premio Nacional “Marta Mata” a la calidad de los centros.
En el campo de la pedagogía desarrolla varios estudios e investigaciones en colaboración con la Universidad de Oviedo destinadas a la evolución didáctica en la enseñanza del clarinete, que pudo exponer en diferentes conferencias y ponencias de congresos de ámbito internacional. Su trayectoria docente, pedagógica y de interpretación musical le permite acceder a la Cátedra de clarinete en el CONSMUPA tras superar el correspondiente concurso-oposición a nivel nacional en 2017.
Dentro de los proyectos de innovación educativa que desarrolla destacan Creando Sinergia (CRESI) -propuesta colaborativa de automotivación educativa-, elTMi3-herramienta para la iniciación a la práctica del clarinete-, el Monopie para clarinete -herramienta didáctica para la etapa de iniciación y en el periodo de perfeccionamiento técnico-, Ejercicios didácticos de la psicopedagogía del clarinete, y la creación del Método Consciencia Sonora (CONSSO) para la enseñanza del clarinete. Todos ellos están depositados en el Repositorio Institucional de Asturias. 

## Estrenos absolutos con clarinete más destacados
Impresiones n.º 2, Op. 29, clarinete y piano, de Jorge Muñiz Salas (1992).
Canción y Danza, clarinete y piano, de Leoncio Diéguez Marcos (16-XI-1993).
Suite estilística, clarinete y piano, de Marcelino García Sal (18-V-1994).
Tres estudios para violín, clarinete y piano, de Juan Mª. Martínez-Cué (24-IV-1998).
Perpetum Mobile (cantata), clarinete, violonchelo y piano, de Leoncio Diéguez Marcos (23-XI-1998).
Suite para clarinete y piano, clarinete y piano, de José M. San Emeterio (21-III-2000).
Wounded Knee, clarinete, violonchelo y piano, de Pablo Ortega y Jorge San Julián (24-XI-2001).
Concierto para clarinete y orquesta, de Jorge San Julián Muñiz (7-VI-2002).

## Publicaciones

### Grabaciones sonoras y videograbaciones
| Grabaciones sonoras y videograbaciones                                                      | Grabaciones sonoras y videograbaciones | Grabaciones sonoras y videograbaciones | Grabaciones sonoras y videograbaciones | Grabaciones sonoras y videograbaciones | Grabaciones sonoras y videograbaciones | Grabaciones sonoras y videograbaciones | Grabaciones sonoras y videograbaciones |
| Título                                                                                      | Autor | Arreglista | Colección                              | Editorial                              | Publicación                            | Lugar y fecha de edición               | Identificador                          |
| ------------------------------------------------------------------------------------------- | --- | --- | -------------------------------------- | -------------------------------------- | -------------------------------------- | -------------------------------------- | -------------------------------------- |
| Xareu Folk. Yá nun hai quien baile                                                          | Muñeira Xareu, M. Lee Wolfe/ Montalesa-L´Asturies prieta y verde, letra: P. Ardisana y M. Asur/ Mazurka de Miudes-Maruxina –tradicional-/ En tola quintana –tradicional-/ Coyelo que vuela, M Lee Wolfe y L. Manjarrés/ Jams asturianes, M. Lee Wolfe/ Soi de Verdiciu –tradicional-/ Polka de Nemesio –tradicional-/ Xota de Carcarosa –tradicional-/ Mermuradora-El borrachu la romería-El baille –tradicional y M. Lee Wolfe/ Añada pa Marina, P. Pangua/ Fandangu puntiáu –tradicional- | Pedro Pangua/ Michael Lee Wolfe/ José Manuel López/ Marta Arbas Martínez/ Eduardo Hevia Martínez/ Samuel Gitis/ Alberto Veintimilla Bonet/ Michelle McCain | Carlos Pinto y Grupo Xareu Folk        | KM444                                  | CD música                              | Oviedo, 1993                           | D.L. M-5123-2008                       |
| Victor Luque/ Los Vituosos de Moscú “...cincuenta años no es nada. Músicas de iberoamérica” | La boliviana –popular-/ Milonga para una niña, A. Zitorrosa/ A los bosques yo me interno –popular-/ Resolana, J. Dávalos-E. Falú/ Presentimiento, P. Mata-E. Pacheco/ Invernal, N. Safadi-J.L. Egas/ La compañera, O. Valles/ Con locura, D. R./ A. José Artigas, A. Zitarrosa/ La partida, D.R./ Los mirlos, C. Vergara/ Babalú, M. Lecuona/ Caminhemos, H. Martins/ Viva la vida, viva el amor, A. Barboza/ Nostalgias, E. Cadicamo-J.C.Cobián/ El interesado, D.R./                      | Victor Luque y la Orquesta Los Virtuosos de Moscú y textos de Paco de Lucía. Los Virtuosos de Moscú: Alexei Tsyganov/ Mikhail Spivak/ Danuta Wojnar/ Frida Poliakina/ Domenico Zappone/ Arkadi Futer/ Alberto Veintimilla Bonet/ Boris Kuniev/ Luis Cueva/ Elena Barán/ Natalia Bezrodnaya/ Serguei Bezrodny/ Yuri Pissarevsky/ Tigran Danyelian/ Ingrid Engeland/ Vera Kuligina/ Alexei Gorbenko | Joaquín Valdeón                        | Cajastur                               | 2CD música                             | Oviedo, 2005                           | ISBN: 84-7925-294-4, D.L. As-4933/05   |
| Luz de domingo                                                                              | | | Garci, Jose Luis                       | Nickel Odeon Dos, S.A.                 | DVD video                              | Madrid, 2007                           | ICAA. n.º 104.961. D.L. M-5123-2008    |
| Trío Clapiachelo                                                                            | Trío en La menor op. 114, J. Brahms/ Primer solo original para clarinete. A. Romero/ Lieder einer fagrenden Gesellen, G. Mahler (Arr. V. Poltorátzsky)/ Trío, F. Poulenc (Arr. A. Veintimilla) | Purita De la Riva García/ Viguen Sarkissov Sarkissov/ Alberto Veintimilla Bonet |                                        | Sony Pyctures Home Entertainment Inc   | CD música                              | Avilés, junio 2007                     | LF-00100. D.L. AS-518-00               |

### Monografías, publicaciones seriadas y colaboraciones
| Monografías, publicaciones seriadas y colaboraciones | Monografías, publicaciones seriadas y colaboraciones | Monografías, publicaciones seriadas y colaboraciones | Monografías, publicaciones seriadas y colaboraciones | Monografías, publicaciones seriadas y colaboraciones | Monografías, publicaciones seriadas y colaboraciones                                                                                                |
| Autor | Título | Editorial | Tipo de material                                     | Lugar y fecha de edición                             | Identificador |
| --- | --- | --- | ---------------------------------------------------- | ---------------------------------------------------- | --- |
| Alberto Veintimilla Bonet | El clarinetista Antonio Romero y Andía (1815-1886) | Principado de Asturias. Consejería de Presidencia (enlace roto disponible en Internet Archive; véase el historial, la primera versión y la última).. Servicio de Publicaciones, Archivos Administrativos y Documentación | Formato digital                                      | Oviedo, junio de 2002                                | http://ria.asturias.es/RIA/handle/123456789/2921 |
| Ángel Cañellas, Jaime/ Mestre Moltó, Albert/ Serrano Masegoso, Juan Ángel/ Veintimilla Bonet, Alberto/ Giner Ponce, Xavier/ Rojo Díez, Tamara/ Vico Nieto, María Luisa                                       | Informe anual sobre el estado y situación de las Enseñanzas Artísticas. Curso 2009-2010 | Secretaría General Técnica. Subdirección General de Documentación y Publicaciones | Libro                                                | Madrid, 2011                                         | NIPO: 820-11-357-5, D.L.: M-36868-2011 |
| Casares Rodicio, Emilio (coord.) | Voces en Diccionario de la Música Española e Hispanoamericana: Marzo y Feo, Enrique; Respaldiza Herce, Vicente | Sociedad General de Autores y Editores | Colaboración en Diccionario enciclopédico            | Madrid, 1999-2002                                    | ISBN: 84-8048-303-2 |
| Pareti, Francesco/ Ventrella, Nicola/ De Montalembert, Eugène/ Grande, Tiziana/ Pagannone, Giorgio/ Pulignano, Ernesto/ Szoka, Marta/ Aversano, Luca/ Veintimilla Bonet, Alberto/ García Gallardo, Cristóbal | "Las enseñanzas superiores de músicas españolas en el Espacio Europeo de Educación Superior" en La didattica dei saperi musicali nello spazio europeo dell´istruzione superiore. Atti del convegno internazionale. Avellino, Conservatorio di musixa “Domenico Cimarosa” 23-24 maggio 2012 | Cimarosa Press | Capítulo de libro                                    | Avellino, 2013                                       | |
| Alberto Veintimilla Bonet | “El clarinetista Antonio Romero y Andía (1815-1886)” en Revista de Musicología, vol XXV, n.º 2, año 2002, págs. 575-577 | Sociedad Española de Musicología | Artículo de revista                                  | Madrid, julio-diciembre 2002                         | ISSN: 0210-1459 |
| Alberto Veintimilla Bonet | “La instrucción musical completa de Antonio Romero” en Música y Educación, vol. 57, año XVII, págs 115-127 | ATYPE, S.L. | Artículo de revista                                  | Madrid, marzo 2004                                   | ISSN: 0214-4786 |
| Alberto Veintimilla Bonet | Método Consciencia Sonora: Articulación del Sonido | Repositorio Institucional de Asturias | Formato digital                                      |                                                      | http://ria.asturias.es/RIA/handle/123456789/9525 |
| Alberto Veintimilla Bonet | TMi3: herramienta didáctica para la iniciación con el clarinete. Método Consciencia Sonora | Repositorio Institucional de Asturias | Formato digital                                      |                                                      | https://riaasturias.es/RIA/handle/123456789/12445 (enlace roto disponible en Internet Archive; véase el historial, la primera versión y la última). |
| Alberto Veintimilla Bonet | Regularidad de meñiques: ejercicios para la digitación homogénea en la práctica con el clarinete. Método CONSSO | Repositorio Institucional de Asturias | Formato digital                                      |                                                      | https://ria.asturias.es/RIA/handle/123456789/13405                                                                                                  |
| Alberto Veintimilla Bonet | Estructural sobre Mi3: ejercicios para concretar la afinación interválica en la extensión del clarinete desde el Eje de Si4 | Repositorio Institucional de Asturias | Formato digital                                      |                                                      | https://ria.asturias.es/RIA/handle/123456789/14265                                                                                                  |

### Música impresa (arreglos)
| Música impresa (arreglos)  | Música impresa (arreglos) | Música impresa (arreglos)                                                    | Música impresa (arreglos)              | Música impresa (arreglos)                    | Música impresa (arreglos) | Música impresa (arreglos) |
| Autor                      | Arreglista                | Título                                                                       | Colección                              | Editorial                                    | Lugar y fecha de edición  | Identificador             |
| -------------------------- | ------------------------- | ---------------------------------------------------------------------------- | -------------------------------------- | -------------------------------------------- | ------------------------- | ------------------------- |
| Hilarión Eslava y Elizondo | Alberto Veintimilla Bonet | Andante y Allegro para clarinete y orquesta de cuerda (reducción para piano) | Asociación Apoyo a la Creación Musical | Asociación Promotora de Ediciones Culturales | Oviedo, 2003              | ISMN: M-9013110-2-2       |